# Nicolás Romero
Nicolás Romero, né le 28 novembre 2003 à Chumbicha en Argentine, est un footballeur argentin qui évolue au poste de défenseur central à Minnesota United en MLS.

## Biographie

### En club
Né à Chumbicha en Argentine, Nicolás Romero est formé par l'Atlético Tucumán, où il commence sa carrière. Il joue son premier match officiel en professionnel le 2 mai 2021, lors d'une rencontre de Copa de la Liga Profesional face au CA Independiente. Il entre en jeu et son équipe s'impose par un but à zéro.
Il joue son premier match de première division d'Argentine face au CA Lanús le 17 juillet 2021. Il est titularisé lors de ce match perdu par son équipe par quatre buts à deux.
Le 9 avril 2023, Romero inscrit son premier but en professionnel, lors d'une rencontre de championnat face au CA San Lorenzo. Titulaire, il ne peut empêcher la défaite de son équipe par trois buts à un malgré son but.
Lors de l'année 2024, Romero prend de l'importance dans l'effectif de l'Atlético Tucumán, devenant à seulement 20 capitaine de l'équipe à plusieurs reprises.
Le 30 janvier 2025, Nicolás Romero rejoint le Minnesota United pour un contrat courant jusqu'en décembre 2027, avec une année supplémentaire en option.